# アテネ駅

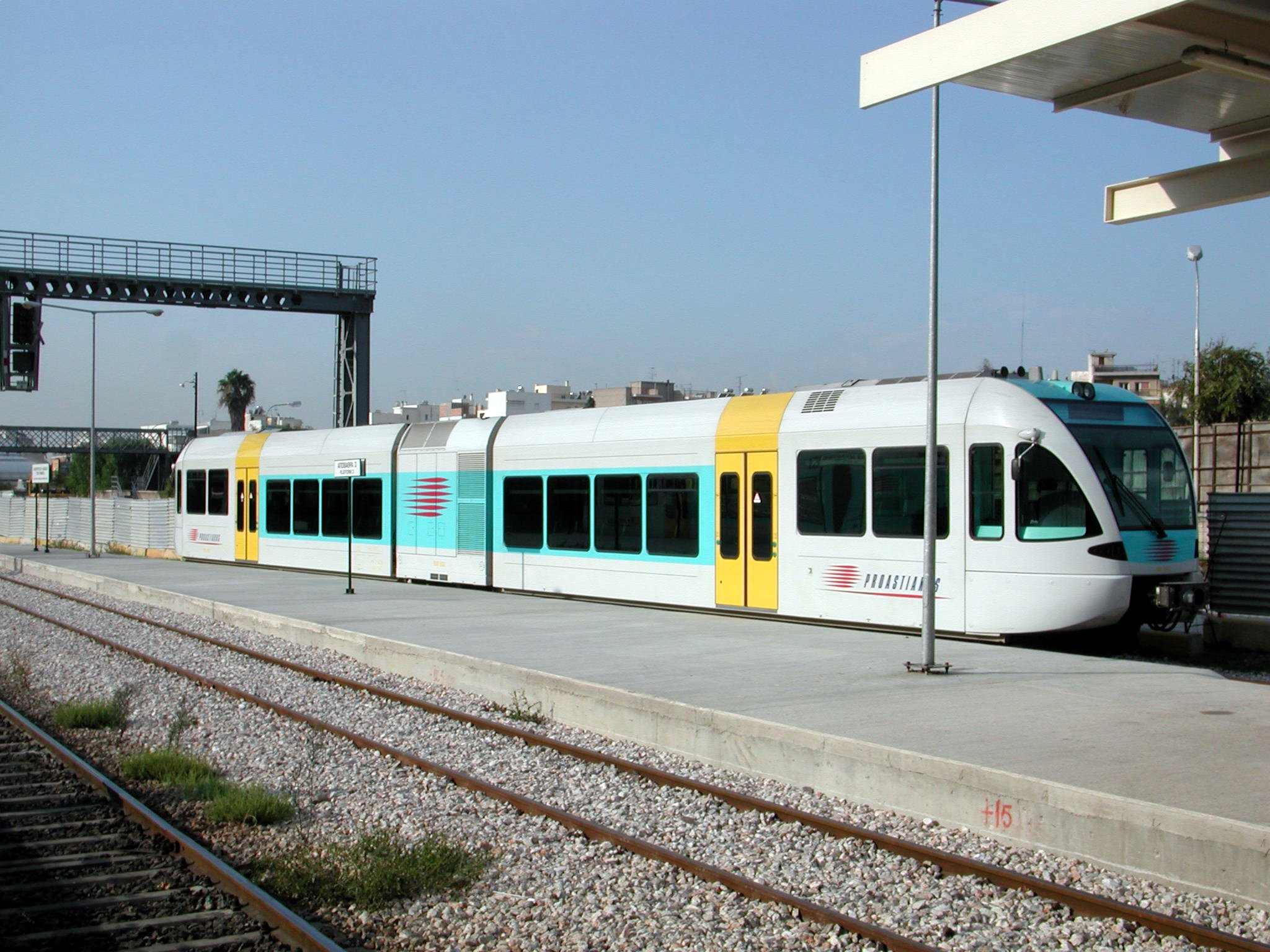
アテネ駅構内

アテネ駅（ギリシア語: Σιδηροδρομικός Σταθμός Αθήνας，英語: Athens Railway Station）は、ギリシャのアテネにあるギリシャ国鉄の主要駅。日本語でアテネ中央駅と表記される場合もある。かつて方面別に分かれていたラリサ駅とペロポネソス駅が統合されて、アテネ駅となったが、現在でもこの駅のことをラリサ駅またはラリッサ駅（Σταθμός Λαρίσης）と呼ぶこともある。
地下にはアテネ地下鉄2号線のラリサ駅がある。

## 歴史
ラリサ駅は、1904年6月29日にアテネとテッサロニキを結ぶ鉄道路線の終端駅として、この地に設けられた。駅名は路線途中にある都市ラリサ因んでいる。ペロポネソス駅は、それより前の1884年6月30日に、アテネとペロポネソス半島方面を結ぶ鉄道路線の終端駅として設けられた。2005年8月7日にペロポネソス駅は閉鎖され、その機能はラリサ駅に統合された。
2000年1月28日には、この駅の地下にアテネ地下鉄2号線のラリサ駅が開業した。

## 路線

### アテネ駅（地上駅）
ギリシャ国鉄 TrainOSE（長距離列車）
- アテネ - ラリサ - テッサロニキ 線

2014年夏ダイヤでは、アテネ発テッサロニキ行きが1日6本、カランバカ行きが1日1本、アレクサンドルーポリ行きが1日1本運行されている。
ギリシャ国鉄 プロアスティアコス（近郊鉄道）
- ピレウス – ハルキダ 線

ピレウス方面行きが1時間に2本、ハルキダ方面行きが1時間に2本運行されている。コリントスやアテネ国際空港方面への直通列車は運転されておらず、SKA駅で乗り換える必要がある。

### ラリサ駅（地下駅）
アテネ地下鉄 2号線